# Schwedische Streitkräfte
Die schwedischen Streitkräfte (schwedisch Försvarsmakten, wörtlich: Verteidigungsstreitmacht) bestehen aus den vier Teilstreitkräften
- Schwedisches Heer (Armén),
- Schwedische Marine (Marinen),
- Schwedische Luftstreitkräfte (Flygvapnet),
- Schwedische Heimwehr (Hemvärnet).

## Organisation

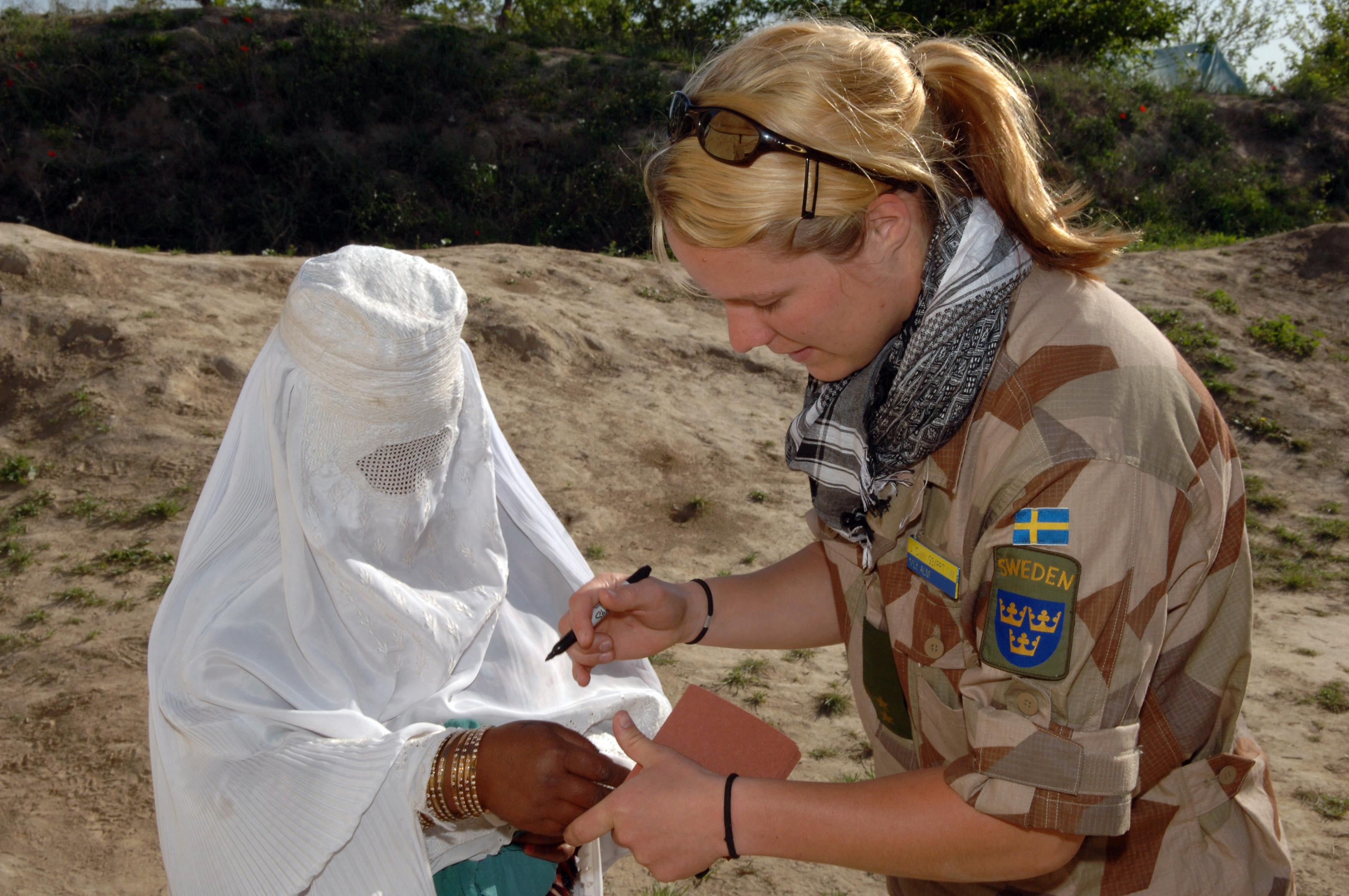
Einsatz in Afghanistan

Die schwedische Armee ist als Verwaltungsbehörde organisiert. Als solche untersteht sie direkt der schwedischen Regierung und nicht, wie in vielen anderen Staaten, dem Verteidigungsminister. Den Oberbefehl sowohl in Friedens- als auch in Kriegszeiten führt der Behördenleiter, ein General mit dem Titel överbefälhavaren (ÖB, deutsch Oberbefehlshaber). Diese Stellung nimmt seit 1. Oktober 2024 General Michael Claesson ein. Damit ist der König – für eine europäische Monarchie ungewöhnlich – seit 1975 nicht mehr Oberbefehlshaber der Streitkräfte. Trotz dieser Änderung gilt der Monarch noch immer offiziell als deren höchster Offizier und trägt zu offiziellen Anlässen Generals- bzw. Admiralsuniform.
1975 wurden 45.000 Männer als Wehrpflichtige eingezogen, 2003 waren es nur noch 15.000. Nach dem Ende des Kalten Krieges wurden die Militärausgaben gesenkt und 2010 die Wehrpflicht ausgesetzt. Die Einführung einer allgemeinen, aus Gründen der Gleichstellung auch für Frauen geltenden Wehrpflicht in Krisenzeiten blieb möglich. Gegenüber der Zeit des Kalten Krieges wurde die geplante Kriegsstärke des Heeres um 95 % verringert und die der Marine und der Luftwaffe jeweils um 70 %. Auslandseinsätze wurden als strategische wichtigstes Szenario behandelt.
Verteidigungsminister Peter Hultqvist erklärte im September 2016, im Jahr 2018 eine allgemeine Wehrpflicht wieder einzuführen, und hofft auf eine „stabilere, robustere und funktionsfähigere Rekrutierung“. Am 2. März 2017 legte daher die Schwedische Regierung dem Parlament einen entsprechenden Gesetzesentwurf vor. Am 1. Juli 2017 wurde mit der Musterung der Geburtenjahrgänge 1999 und 2000 (13.000 Wehrpflichtige) begonnen. Pro Geburtenjahrgang sollen 4000 Wehrpflichtige zum Wehrdienst herangezogen werden, das entspricht ca. 4 % eines Jahrgangs. Die Wehrpflicht gilt für Menschen jeden Geschlechts und dauert bis zu zwölf Monate. Gediente verbleiben bis zur Vollendung des 47. Lebensjahrs in der Reserve. Zudem wird seitdem in der Planung und der Öffentlichkeitswirkung der Gedanke der totalen oder gesamtgesellschaftlichen Verteidigung wieder gestärkt, der auch in den Nachbarländern Norwegen und Finnland traditionell eine große Rolle spielt. Hintergrund waren Befürchtungen über eine zunehmende Bedrohung durch Russland seit der völkerrechtswidrigen Krim-Annexion, dem russischen Krieg gegen die Ukraine und russischen Militärübungen an der Grenze zum Baltikum.
Der Verteidigungshaushalt im Jahr 2022 beträgt umgerechnet etwa 5,5 Milliarden Euro (60 Mrd. SEK), nachdem 2016 nur 4,2 Milliarden Euro (44 Mrd. SEK) angesetzt waren. Darin sind alle laufenden Aufwendungen für die Streitkräfte und Ausgaben für Forschung und Entwicklung sowie die Materialbeschaffung enthalten. In Folge der russischen Annexion der Krim beschloss die schwedische Regierung Reinfeldt im Jahr 2015, als 0,9 Prozent des BIP für Verteidigung ausgegeben wurde, den Verteidigungsetat für die Jahre 2016–2020 um 10,2 Milliarden Kronen zu erhöhen. Stand 2022 machte der Verteidigungsetat einen Anteil von 1,3 % am BIP aus.
Im Jahr 2019 verfügten die schwedischen Streitkräfte über 14.600 Soldaten, davon 1.500 Frauen, sowie weitere 8.100 Zivilbeschäftigte. Zur schwedischen Heimwehr, die in 40 Bataillone gegliedert ist, gehören weitere 20.700 Soldaten, 5.000 zeitweise Dienende sowie 6.700 Reserveoffiziere (2001: insgesamt 42.000). Bei voller Kriegsmobilisierung hätten 2019 rund 60.000 Personen unter Waffen gestanden. Im Jahr 2020 wurde beschlossen, die Zahl der aktiven Soldaten bis 2030 um ein Drittel zu erhöhen.
Ab 1994 nahm das Land an der NATO-Initiative Partnerschaft für den Frieden (Partnership for peace, PfP) teil und trat im März 2024 dem NATO-Verteidigungsbündnis als Vollmitglied bei (siehe NATO-Erweiterung#Neunte und zehnte Runde, 2023/2024).

## Wehrpflicht
In Schweden gibt es seit dem 2. März 2017 wieder eine Wehrpflicht, der värnplikt, nachdem im Jahr 2010 die Wehrpflicht in dem Land ausgesetzt wurde. Hintergrund für die Einführung war die russische Annexion der Krim im Jahr 2014. Die Wehrpflicht gilt neu sowohl für Männer als auch für Frauen. Die Dauer der Pflicht beträgt 12 Monate. Rekrutiert werden die jungen Leute jedoch vor allem auf Basis ihrer Bereitschaft dem Land zu dienen und ist somit de facto freiwillig. Die angehenden Jahrgänge müssen ein Onlineformular, dem mönstringsunderlag, ausfüllen. Anschließend werden basierend auf diesem Fragebogen die Leute eingeladen sich medizinisch beurteilen zu lassen. Ist diese Beurteilung positiv ausgefallen, werden die Wehrwilligen zum Militärdienst aufgefordert. Eingebettet ist die Wehrpflicht in den Nationalen Dienst, dem totalförsvarsplikt, welcher neben Militärdienst auch einen Zivildienst vorsieht. Jedoch ist zur Zeit der Zivildienst noch nicht aufgebaut worden. Rekruten erhalten in einem Bonussystem einige Vorteile wie zum Beispiel finanzielle Zulagen als Bildungsbonus oder auch zwei gratis Studienfähigkeitstests.

## Mannschaftszahlen und Ausrüstung

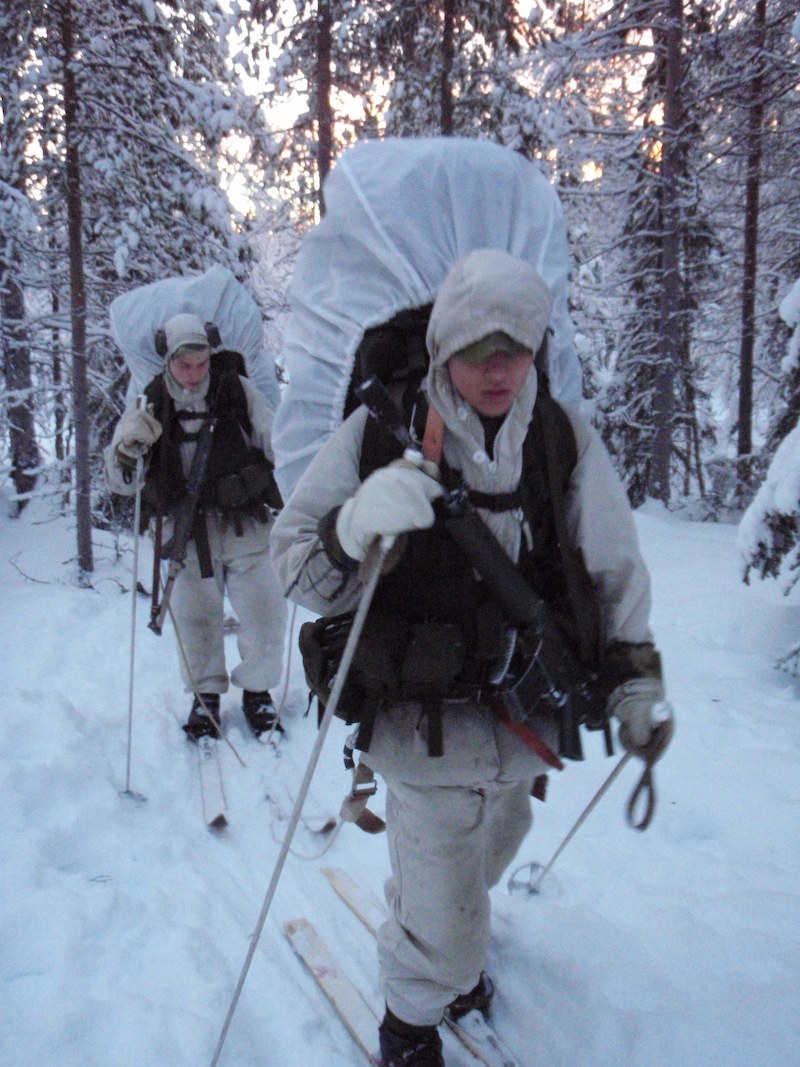
Schwedische Soldaten der arktischen Einheiten

### Mannschaftszahlen
- Heer: 6.200[29]
- Marine: 2.500[29]
- Luftwaffe: 2.800[29]
- Sonstige: 3.500[29]

2019 betrug der Frauenanteil in den Streitkräften etwa 10 %.

### Ausrüstung (Auswahl)
- Armee: 120 Kampfpanzer Stridsvagn 122, 509 Schützenpanzer CV-90[30]
- Marine: 5 U-Boote der Gotland-Klasse[23], 11 Korvetten, 11 Minenabwehrschiffe, 13 Patrouillenboote[30]
- Luftwaffe: 96 Kampfflugzeuge Saab JAS-39 Gripen[30]

- Kommunikation: Elbit Systems E-LynX Strategische-Digitalfunkkommunikation im Zulauf, geordert 2020 durch das Försvarets materielverk (FMV). Die SDR Geräte sind kompatibel mit EU- und NATO-Betriebsarten.[31]